# Chelicerca chamulae
Chelicerca chamulae är en insektsart som beskrevs av Ross 2003. Chelicerca chamulae ingår i släktet Chelicerca och familjen Anisembiidae. Inga underarter finns listade i Catalogue of Life.